# 盧蒂謝
50°11′19″N 34°45′46″E / 50.18861°N 34.76278°E
盧蒂謝（羅馬化：Lutysh che）是位於烏克蘭東北部的村莊，由蘇梅州奧赫特爾卡區的切爾內奇納市鎮負責管轄。該村屬於沃爾斯克拉河的支流，距離胡赫拉3公里和烏克蘭卡2.5公里，海拔高度106米。